# Margot Bennett (Schriftstellerin)
Margot Bennett (* 1912 in Lenzie, East Dunbartonshire, Schottland; † 6. Dezember 1980) war eine englische Schriftstellerin und Drehbuchautorin schottischer Herkunft.

## Leben
Ihre gesamte Schulzeit verbrachte Bennett wechselnd in Schottland und Australien. Bei Ausbruch des Bürgerkriegs in Spanien meldete sie sich 1936 und half dort als Krankenschwester.
Nach Ende des Zweiten Weltkriegs begann Bennett zu schreiben; neben einigen Kriminalromanen veröffentlichte sie auch im Genre Science-Fiction.

## Werke (Auswahl)
- Away went the little fish. 1946.
- Einer blieb zurück. Kriminalroman („The man who didn't fly“). Ullstein, Frankfurt/M. 1982, ISBN 3-548-10162-3.
- The golden pebble. 1948.
- Jemand aus der Vergangenheit. Roman („Someone from the past“). Rowohlt, Reinbek 1998, ISBN 3-499-26016-6.
- The long way back. 1955.
- Schatten um den König. Kriminalroman („Farewell crown and goodbye king“). Ullstein, Frankfurt/M. 1983, ISBN 3-548-10217-4.
- That summer's earthquake. 1964.
- Time to change hats. 1945.
- Und plötzlich war sie Witwe. Klassischer Krimi („The widow of Bath“). Ullstein, Frankfurt/M. 1982, ISBN 3-548-10143-7.

## Filmografie (Auswahl)
- 1958–1959: Emergency-Ward 10 (Fernsehserie, 13 Episoden)
- 1959: Tote müssen schweigen (The Man Who Liked Funerals)
- 1959: The Crowning Touch
- 1959: The Widow of Bath (Fernsehserie, 6 Episoden, auch Buchvorlage)
- 1959: Gefährliche Geschäfte (The Third Man, Fernsehserie, 2 Episoden)
- 1960–1962: Kommissar Maigret (Maigret, Fernsehserie, 7 Episoden)
- 1961: They Met in a City (Fernsehserie, 1 Episode)
- 1962: Suspense (Fernsehserie, 1 Episode)
- 1965: The Flying Swan (Fernsehserie, 1 Episode)
- 1965–1966: The Big Spender (Fernsehserie, 6 Episoden)
- 1966: Quick Before They Catch Us (Fernsehserie, 4 Episoden)

## Auszeichnung
- 1958: Dagger Award für ihren Roman Jemand aus der Vergangenheit